# 165 Loreley
Loreley /ˈlɔːrəlaɪ/ (định danh hành tinh vi hình: 165 Loreley) là một tiểu hành tinh rất lớn ở vành đai chính. Ngày 9 tháng 8 năm 1876, nhà thiên văn học người Mỹ gốc Đức Christian H. F. Peters phát hiện tiểu hành tinh Loreley khi ông thực hiện quan sát tại Đài quan sát Litchfield thuộc Đại học Hamilton ở Clinton, New York, Hoa Kỳ và đặt tên nó theo tên Loreley, một nhân vật trong truyện dân gian Đức.
Cuối thập niên 1990, một mạng lưới các nhà thiên văn học khắp thế giới đã thu thập các dữ liệu đường cong ánh sáng dùng để rút ra các tình trạng quay vòng và các kiểu mẫu hình dạng của 10 tiểu hành tinh mới, trong đó có 165 Loreley.
Từ năm 2003 đến năm 2021, người ta đã quan sát thấy Loreley che khuất mười ba ngôi sao.